# Kaspar Lussi
Kaspar Lussi (Stans, 1562 – Stans, 1608) è stato un politico e condottiero svizzero.

## Biografia
Di religione cattolica, fu figlio di Johann Lussi, cavaliere e balivo di Locarno, nipote di Melchior Lussi e Wolfgang Lussi. Fu sposato con Barbara Würsch. Fu commissario a Bellinzona nel 1588 e Landamano di Nidvaldo nel 1600 e nel 1606. Ebbe anche una carriera militare, prima come colonnello nella Savoia tra il 1593 al 1597, poi al servizio della Spagna a Milano nel 1600 e nel 1607. Nel 1605 gli fu affidata la costruzione della nuova chiesa parrocchiale di Stans, progetto dapprima non realizzato per motivi finanziari.